# خط طول 109° غرب
خط طول 109° غرب هو أحد خطوط الطول الجغرافية، والتي تمتد من القطب الشمالي الجغرافي إلى القطب الجنوبي الجغرافي، وحسب التحويل الزمني يتأخر خط طول 109° غرب عن خط غرينتش بـ7 ساعات و16 دقيقة.

## من القطب إلى القطب
ينطلق خط طول 109° غرب من القطب الشمالي نحو القطب الجنوبي مرورا بالمناطق التي ترد في الجدول التالي:
| الإحداثيات                           | البلد أو الإقليم أو البحر | ملاحظات |
| ------------------------------------ | ------------------------- | --- |
| 90°0′N 109°0′W / 90.000°N 109.000°W  | المحيط المتجمد الشمالي    | مرورا بشرق Borden Island، نونافوت, كندا (في 78°28′N 109°13′W / 78.467°N 109.217°W) · مرورا بشرق Vesey Hamilton Island، نونافوت, كندا (في 76°54′N 109°2′W / 76.900°N 109.033°W)                                                                  |
| 76°49′N 109°0′W / 76.817°N 109.000°W | كندا                      | نونافوت — جزيرة ميلفيل |
| 75°53′N 109°0′W / 75.883°N 109.000°W | Sabine Bay                | |
| 75°29′N 109°0′W / 75.483°N 109.000°W | كندا                      | نونافوت — جزيرة ميلفيل |
| 74°59′N 109°0′W / 74.983°N 109.000°W | Parry Channel             | شعبة فيكونت ملفيل ساوند [لغات أخرى]‏ |
| 72°46′N 109°0′W / 72.767°N 109.000°W | كندا                      | نونافوت — جزيرة فيكتوريا (كندا) |
| 68°44′N 109°0′W / 68.733°N 109.000°W | Dease Strait              | |
| 68°19′N 109°0′W / 68.317°N 109.000°W | Bathurst Inlet            | |
| 68°0′N 109°0′W / 68.000°N 109.000°W  | كندا                      | نونافوت — Lewes Island, the Stockport Islands و the mainland الأقاليم الشمالية الغربية — من 64°48′N 109°13′W / 64.800°N 109.217°W, مرورا عبر the بحيرة جريت سليف ساسكاتشوان — من 60°0′N 109°13′W / 60.000°N 109.217°W, مرورا عبر بحيرة أثاباسكا |
| 49°0′N 109°0′W / 49.000°N 109.000°W  | الولايات المتحدة          | مونتانا وايومنغ — من 45°0′N 109°13′W / 45.000°N 109.217°W كولورادو — من 41°0′N 109°13′W / 41.000°N 109.217°W نيومكسيكو — من 37°0′N 109°13′W / 37.000°N 109.217°W                                                                                |
| 31°20′N 109°0′W / 31.333°N 109.000°W | المكسيك                   | ولاية سونورا / ولاية شيواوا border — من 28°17′N 109°13′W / 28.283°N 109.217°W ولاية سونورا — من 28°0′N 109°13′W / 28.000°N 109.217°W ولاية سينالوا — من 26°26′N 109°13′W / 26.433°N 109.217°W, مرورا عبر لوس موتشيس                             |
| 25°26′N 109°0′W / 25.433°N 109.000°W | المحيط الهادئ             | مرورا بشرق جزيرة كليبرتون (an overseas possession of فرنسا, في 10°17′N 109°12′W / 10.283°N 109.200°W) · مرورا بشرق جزيرة القيامة, تشيلي (في 27°6′S 109°14′W / 27.100°S 109.233°W)                                                               |
| 60°0′S 109°0′W / 60.000°S 109.000°W  | المحيط الجنوبي            | |
| 73°29′S 109°0′W / 73.483°S 109.000°W | القارة القطبية الجنوبية   | المطالب الإقليمية بالقارة القطبية الجنوبية |